# CLIO
CLIO (auch USA 257 oder Nemesis 2) ist ein militärischer Satellit der US-Regierung.
Er wurde am 17. September 2014 um 00:10 UTC mit einer Atlas-V-Trägerrakete vom Raketenstartplatz Cape Canaveral in einen Medium Earth Orbit gebracht.
Der Satellit wurde auf Basis des kommerziellen Satellitenbus A2100 der Firma Lockheed Martin gebaut. Die Energieversorgung ist über zwei Solarzellen und dazugehörige Batterien sichergestellt. Weitere Informationen über Daten des Satelliten, der auftraggebenden US-Behörde und seines Einsatzzweckes wurden nicht veröffentlicht. Es wird vermutet, es könnte sich um einen Nachfolger des PAN-Satelliten handeln.